# Sowieso und überhaupt
Sowieso und überhaupt ist ein Jugendroman der österreichischen Schriftstellerin Christine Nöstlinger, der 1992 im Dachs-Verlag (Wien) veröffentlicht wurde. Die Geschichte  wird abwechselnd von den drei Hauptpersonen erzählt und zeichnet sich vor allem durch ihren eigenwilligen Humor und das Aufgreifen aktueller Themen wie Trennung und Scheidung aus einer kindlichen Perspektive aus.

## Handlung

### Inhalt
Die Geschwister Karli, Ani und Speedy leben zusammen mit ihrem Vater Rainer und ihrer Mutter Sissi in Wien. Ani beobachtet eines Tages, wie sich sein Vater mit einer gewissen Wilma Holzinger trifft. Mit seiner Schwester und einem Freund bespricht er diese Entdeckung und beschließt, seiner Mutter nichts davon zu erzählen. Die Eltern streiten sich häufig, bis der Vater auszieht und kurz darauf die Scheidung folgt. Nach der Scheidung der Eltern bemerkt Speedy zufällig, wie sich seine Mutter mit ihrem Steuerberater Dr. Zwickleder zum Essen trifft. Dr. Zwickleder ist der Meinung, dass die Kinder eine strenge Hand benötigen. Die Kinder vermuten Hochzeitspläne und sind verunsichert. 
Die Mutter ist Inhaberin eines schlecht gehenden Wollladens. Als sich ihre wirtschaftliche Lage zuspitzt, erfährt Wilma Holzinger von dem Problem und gibt der Familie das benötigte Geld.
Es stellt sich heraus, dass Dr. Zwickleder nicht die Bedrohung ist, für die er gehalten wurde und dass Wilma wesentlich netter ist, als die Kinder vorher gedacht hatten. Die Eltern kommen zwar nicht wieder zusammen, allerdings ist die Familie nun auf eine etwas andere Weise wiedervereint.

### Hauptpersonen
- Karoline „Karli“ Poppelbauer: Schwester von Anatol und Benjamin. Sie ist 15 Jahre alt und wird Karli genannt, weil vor ihrer Geburt alle dachten, dass sie ein Junge werden würde.
- Anatol „Ani“ Poppelbauer: Bruder von Karolin und Benjamin. Er ist 13 Jahre alt, liest gern und kauft gerne Bücher.
- Benjamin „Speedy“ Poppelbauer: Bruder von Anatol und Karolin. Er ist mit 7 Jahren der jüngste der drei Geschwister.
- Sissi Poppelbauer: Frau von Rainer Poppelbauer und Mutter von Karoline, Anatol und Benjamin. Sie ist Inhaberin eines Wollladens.
- Rainer Poppelbauer: Ehemann von Sissi Poppelbauer und Vater von Karoline, Anatol und Benjamin.
- Wilma Holzinger: Hat ein Verhältnis mit Rainer Poppelbauer. Sie rettet Sissi Poppelbauer vor dem finanziellen Ruin.
- Dr. Zwickleder: Steuerberater von Sissi Poppelbauer.

## Auszeichnungen
- Kinderbuchpreis der Stadt Wien
- Ehrenliste zum Österreichischen Kinderbuchpreis